# پیر مانکوفسکی
پیر مانکوفسکی (انگلیسی: Pierre Mankowski؛ زادهٔ ۵ نوامبر ۱۹۵۱) بازیکن فوتبال اهل فرانسه است.
از باشگاه‌هایی که در آن بازی کرده‌است می‌توان به باشگاه فوتبال لانس، باشگاه ورزشی آمیان، و باشگاه فوتبال کان اشاره کرد.